# Live at Montreux 1997
Live at Montreux 1997 è un DVD del concerto live della band di rock progressivo Emerson, Lake & Palmer ha tenuto al famoso Montreux Jazz Festival. Il live, svoltosi il 7 luglio del 1997, è la prima partecipazione degli ELP al famoso festival di Montreux in Svizzera fondato nel 1967 in occasione della breve riunione, che si era sciolta tre anni prima e durerà fino al 1998 anno della definitiva sparizione, .

## Tracce
1. Karn Evil 9 (1st Impression Part 2)
2. Tiger In A Spotlight
3. Hoedown
4. Touch And Go
5. From The Beginning
6. Knife Edge
7. Bitches Crystal
8. Creole Dance
9. Honky Tonk Train Blues
10. Take A Pebble
11. Lucky Man
12. Tarkus/Pictures At An Exhibition
13. Medley: Fanfare For The Common Man/Blue Rondo A La Turke/Carmina Burana/Toccata in Re minore

### Formazione
- Keith Emerson - tastiere
- Greg Lake - basso, chitarra, voce
- Carl Palmer - batteria